# Jacques Edme Régnault de Beaucaron
Jacques Edme Régnault de Beaucaron (1759-1827), poète, littérateur, magistrat et homme politique français, député de l'Aube à l'Assemblée législative de 1791, président du Tribunal de première instance de Nogent-sur-Seine de 1811 à 1827.

## Biographie
Jacques Edme Régnault de Beaucaron est né le 1er septembre 1759 à Chaource, dans l'actuel département de l'Aube, en Champagne, à la limite de la Bourgogne.
Il reçoit une solide instruction, poursuit des études de droit et devient avocat. En 1782, il fonde le Journal de Nancy et participe à la rédaction de l'Almanach des Muses où il écrit des poèmes. En 1788, il devient membre de l'Académie des Arcades de Rome.
Juge au Tribunal du district d'Évry en 1790, il est partisan modéré de la Révolution. Il est élu le 7 septembre 1791 député du département de l'Aube à l'Assemblée législative. Il siège parmi les royalistes en tant que membre du Club des Feuillants. Il s'oppose aux décrets contre les émigrés et contre les prêtres insermentés et il demande que les tribunes ne puissent influencer la chambre.
Le 8 août 1792, lors d'une séance houleuse de l'Assemblée nationale, associé au député Vienot-Vaublanc, il défend avec vigueur à la tribune de l'Assemblée le général La Fayette décrété d'accusation, sous les quolibets de la foule amassée dans les tribunes. En sortant de l'Assemblée Nationale, le député, muni de son écharpe, est attaqué par un groupe de fédérés qui menacent de le pendre à la lanterne. Au moment où ils mettent leur menace à exécution, Jacques Edme est sauvé in extremis par l'intervention d'un grenadier du Bataillon de Sainte-Opportune armé d'une épée, qui le protège jusqu'à l'entrée du Palais Royal. Cet attentat se passait rue Saint-Honoré et précédait la sanglante journée des Tuileries du 10 août 1792 et les Massacres de Septembre et l'avènement de la Convention nationale.
Rentré à Chaource, à l'abri des menaces de la populace parisienne, Jacques Edme échappe aux vicissitudes du régime de la Terreur et obtient en 1800 le poste de magistrat de sûreté près le Tribunal de Ire instance de l'arrondissement de Nogent-sur-Seine. Il en est nommé président en 1811 sous le régime du Premier Empire, puis sous la Restauration en 1816. Il est mort en fonction le 25 septembre 1827.

## Famille
Origine
La famille Régnault de Beaucaron, est originaire du bourg de Lantages, où elle possédait une terre seigneuriale depuis le XVIIe siècle. Sa présence y est confirmée par un ancien relais de chasse datant de 1647, portant incrustés sur sa façade, un nombre prodigieux de bois de cerfs et de chevreuils. S'y ajoutait, dans une tradition folklorique bien champenoise, et au grand dam des bonnes âmes de son entourage, l'inscription suivante sur une pierre :
Cornu, cornard ou cornichon
qui passe parmy cette rue
N'y passe que la tête nue
Pour te choisir un capuchon.
Le relais de chasse, devenu mairie après la Révolution, fut démoli en 1956.
La pierre portant l'inscription n'a pas été conservée au fronton de la nouvelle mairie! Mais elle a été scellée dans un mur donnant sur la rue principale, non loin du panneau d'affichage.
La famille Régnault de Beaucaron fait partie des notables de la commune de Chaource, située à 6 km de Lantages, dont ses nombreux descendants ont administré la cité en tant que maires ou conseillers municipaux.
Généalogie
- Lazare Régnault de Beaucaron, (1702-1773), châtelain de Lantages, épouse en premières noces, le 18 novembre 1727, Jeanne Vallée, (1705-1744), dont
- Edme Régnault de Beaucaron, (1728-1802), docteur en médecine, maire de Chaource, épouse le 31 juillet 1756 à Chaource, Marie Marguerite Sollagesse (1727-?), dont
- Jacques Edme Régnault de Beaucaron, (1759-1827), épouse  Élisabeth Chauvel, (1776-1803), dont
- Jean-Jacques Régnault de Beaucaron, (1793-1859), capitaine des grenadiers à cheval, mort le 6 septembre 1859, sans alliance ni postérité.

La branche subsistante de la famille Regnault de Beaucaron descend du 1er mariage de Lazare Regnault de Beaucaron (1702-1773), remarié le 28 novembre 1744 à Pargues avec Edmée Picardat (1699-1773). (Voir en renvoi la filiation).

## Armoiries
: D'argent, au chevron de gueules chargé d'un soleil d'or

## Ouvrages
- Rapport et projet de décret concernant la suppression sans indemnité des droits représentatifs des mains-mortes réelles et mixtes, concernées par l'article V du titre II du décret du 28 mars 1790, fait et présenté au nom du comité fédéral par J.E. Régnault de Beaucaron, député du département de l'Aube, le 2 mai 1792, l'an quatrième de la Liberté.Imprimerie Nationale. Paris 1792. 18 p.
- Extrait de l'opinion de Jacques Edme Régnault de Beaucaron, député du département de l'Aube, sur les prêtres non assermentés. Paris De l'Imprimerie Nationale. 1792. 49p.
- Extrait d'une lettre écrite à M. Régnault-Beaucaron, député de l'Aube par un membre de ce département en date de Troyes, le premier du mois de septembre 1792, l'an 4e de la Libeté. Imprimé par ordre de l'Assemblée Nationale.
- Les Fleurs, poème par M. Régnault de Beaucaron, Paris, Delaunay, 1818.

## Citations
Extrait de la revue Esprit des Journaux.
- La double inquiétude

Paul, attaqué d'une fièvre mortelle,
sur le lit de la mort verse un torrent de pleurs.
Sa femme à ses côtés, Artémise nouvelle,
par ses cris douloureux, atteste ses malheurs.
De leurs larmes pourtant la cause est différente!
Veut-on savoir pourquoi ce couple se lamente ?
Paul appréhende de mourir,
et sa tendre moitié craint de le voir guérir.
Cette épigramme date de 1789. Elle est insérée dans le no 306 de la revue L'esprit des journaux, signalé comme imité de Prior et signé M. Régnault de Beaucaron, avocat.
Extrait de l' Almanach des Muses
- Le sanglier et la biche

Le sanglier, au fond d'une forêt,
Aiguisait ses dents meurtrières.
La biche (il est hélas  ! tant de têtes légères),
Qui curieuse l'observait,
Parut surprise de ce fait.
Voisin, pourquoi, dit-elle, alors que sur la terre,
Une profonde paix règne dans tous les lieux,
Préparez-vous les instruments haineux
Qu'il faut réserver à la guerre ?
Ce que je fais, répond le sanglier prudent,
N'est pas aussi peu nécessaire
Que vous le croyez follement
Eh ! Répondez fine commère,
rendriez-vous le garant
Qu'à l'heure du combat j'aurais assurément
Le temps de me mettre en défense,
Allez, trop tard on s'arme alors que l'on attend,
 Le temps où l'ennemi s'avance
Cette fable est inscrite à la page 50 de l'Almanach des Muses de 1818 (54e année), signée M. Régnault de Beaucaron.